# Închisoarea îngerilor (nuvelă)
Închisoarea îngerilor (engleză Rita Hayworth and Shawshank Redemption)  este o povestire de Stephen King. Este inclusă în colecția Anotimpuri diferite, a doua colecție de povestiri a lui King.

## Rezumat
Andy Dufresne, un bancher cu mare succes dar care preferă să trăiască mai retras, este acuzat pe nedrept pentru omorârea soției sale și a amantului acesteia. Andy ajunge în închisoarea Shawshank, loc în care gardienii aplică deținuților tratamente foarte dure. El se hotăraște să evadeze și sapă timp de mai mulți  
ani un tunel care pornește din celula lui și care este ascuns de un afiș. 

## Ecranizare
- Închisoarea îngerilor